# Chiesa di Santa Maria in Lapide
La chiesa di Santa Maria in Lapide è un edificio religioso situato a Montegallo, in provincia di Ascoli Piceno.

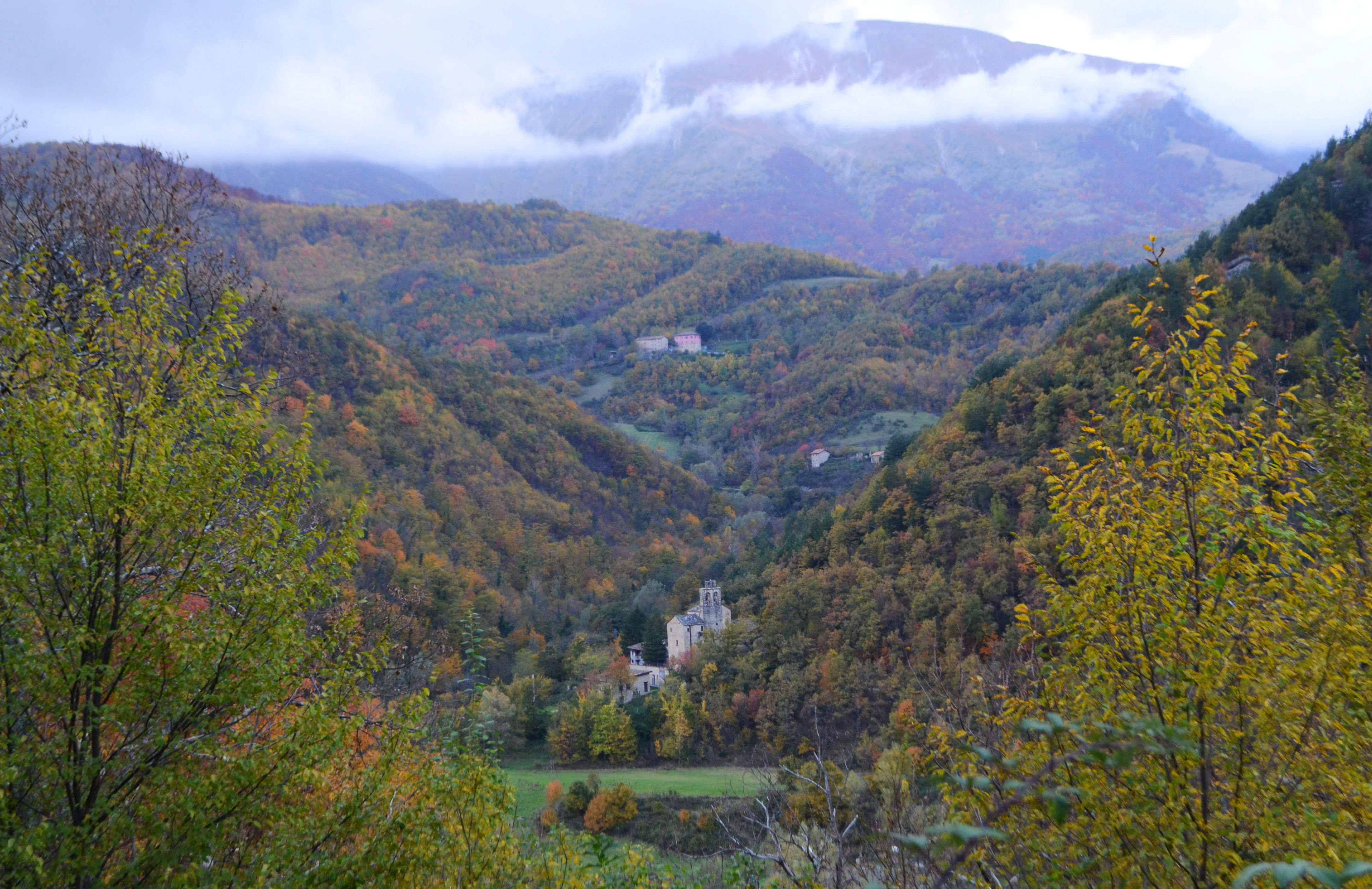

## Storia
Le origini della struttura sono da ricercarsi fra l'VIII e il IX secolo, quando la zona era sotto il controllo dei monaci di Farfa. Di questi primi secoli si hanno scarsissime informazioni storiche, sino a quando il complesso è oggetto di una pesante ristrutturazione edilizia cominciata verso la fine del Quattrocento. Anche se non si dispone di dati certi, l'inizio di tali lavori viene fatto generalmente coincidere col 1491: questa convenzione deriva dalla data riportata su un'epigrafe ancora visibile nel transetto della chiesa. Tale iscrizione, ormai divenuta illeggibile, riconduce appunto al 1491. Queste ristrutturazioni rinascimentali modificarono profondamente tanto l'aspetto quanto la struttura della chiesa: la pianta divenne a croce latina, mentre delle antiche decorazioni rimasero soltanto pochi elementi originali.  Probabilmente, tali restauri coinvolsero manodopera lombarda, al tempo molto presente nel Marchigiano.
Dalla relazione della visita pastorale del vescovo ascolano Nicolò Aragona, avvenuta tra il 1580 ed il 1581, si apprende che nella chiesa era già stata istituita la Confraternita del Corpus Domini. 